# Glicério (São Paulo)
Glicério é um município brasileiro do estado de São Paulo. Sua população estimada em 2022 era de 4 138 habitantes. O município é formado pela sede e pelo distrito de Juritis.

## História
Sua história começa em 1906, quando a família Castilho muda-se para a região devido à fertilidade das terras, porém foram expulsos pelos indígenas Coroados que lá viviam. Aproximadamente 30 anos depois, o general Francisco Glicério aproxima-se da região por conta da construção dos trilhos da Estrada de Ferro Noroeste do Brasil, e dá melhores condições para o estabelecimento do povoado. O povoado de Castilho foi fundado oficialmente em 1913, quando os primeiros ranchos começaram a ser construídos.
Em pleno progresso, o povoado transformou-se em distrito de paz pela Lei n.º 1.747 de 19 de novembro de 1920, subordinado ao município de Penápolis e com o nome de Glicério, em homenagem ao general desbravador.
Pela Lei n.º 2.144, de 30 de dezembro de 1925, o distrito foi elevado à categoria de município, desmembrando-se de Penápolis. O município foi instalado em 28 de março de 1926.

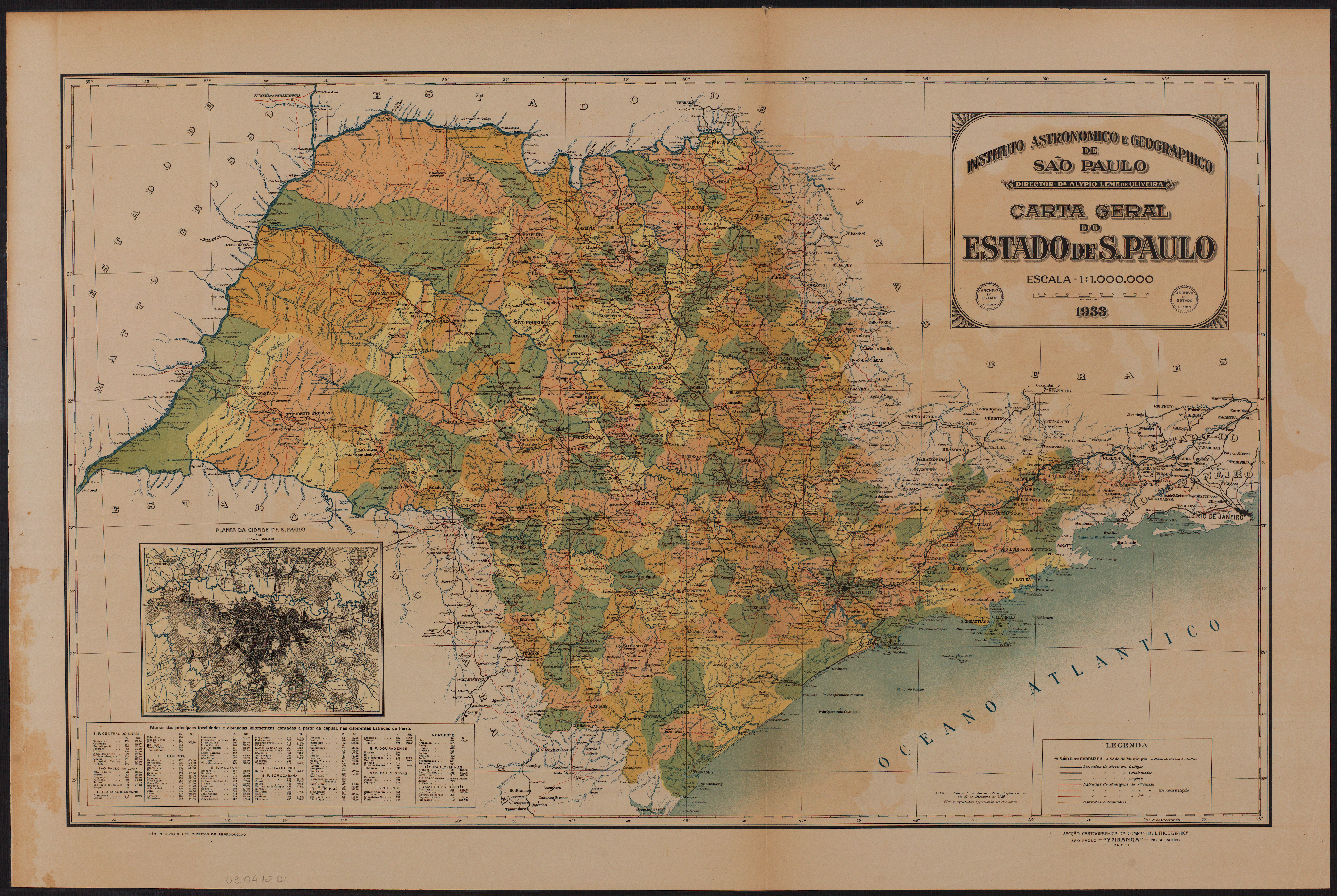
Estado de São Paulo (1933), quando o município de Glicério ainda possuía grande extensão territorial.

Foram criados em seu território os seguintes distritos:
- Braúna, no ano de 1928, que se emancipou em 1953;
- Herculânea (depois "Herculândia"), no ano de 1930, transferido para o município de Pompéia em 1938;
- Tupã, no ano de 1934, que se emancipou em 1938;
- Quintana, no ano de 1936, transferido para o município de Marília em 1937;
- Parnaso, no ano de 1937, transferido para o município de Tupã em 1938;
- Luiziânia, no ano de 1944, transferido para o município de Braúna em 1953;
- Juritis, também no ano de 1944.

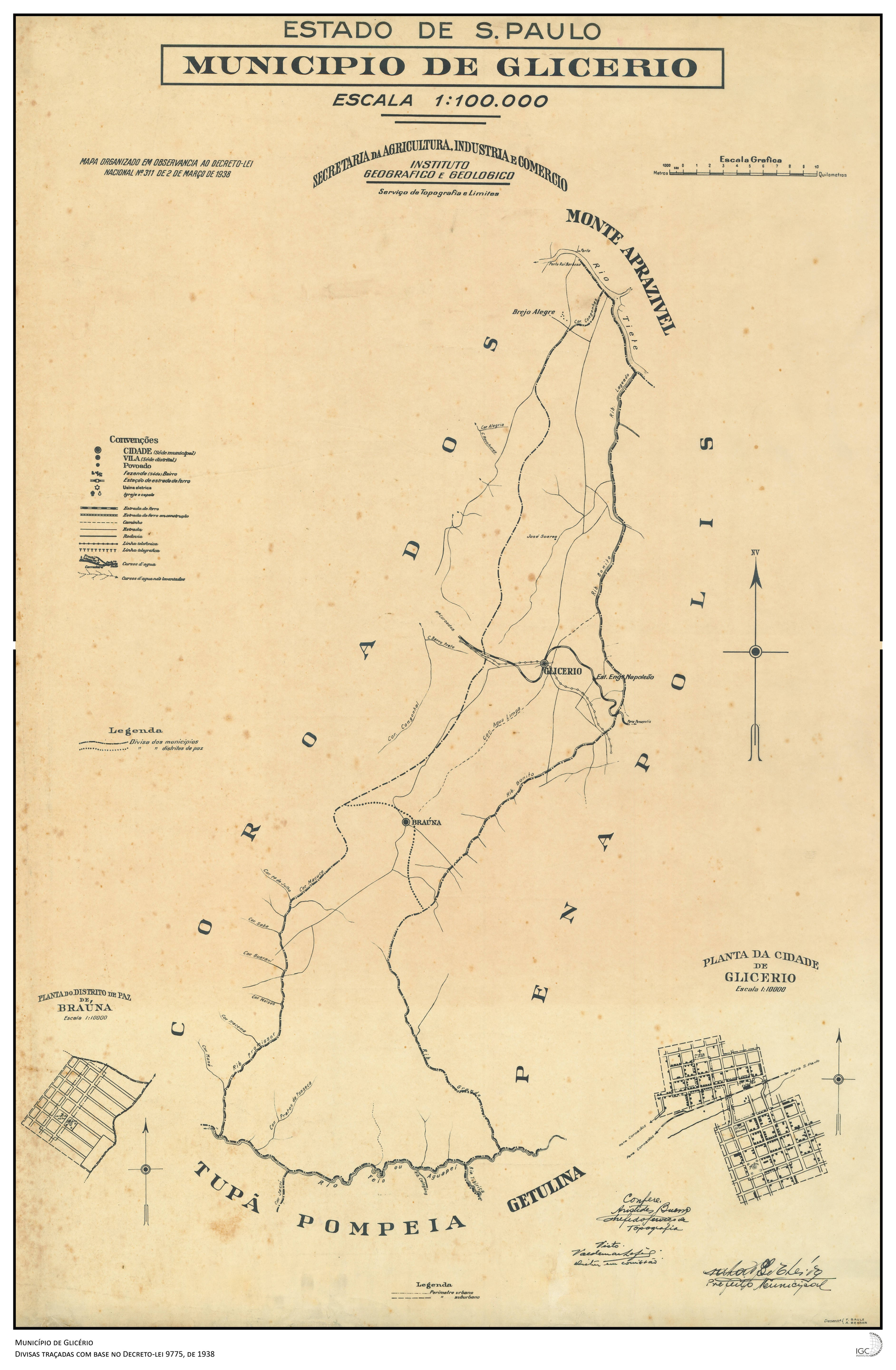
Mapa de Glicério (1938).

À exceção de Juritis, que permanece como distrito de Glicério, e de Parnaso, que permanece como distrito de Tupã, todos os outros distritos emanciparam-se e tornaram-se municípios autônomos.
A primeira câmara do Município foi composta por Manuel Tavares de Oliveira, Estácio Nunes da Silva, Enoch José de Castilho, Antenor de Paula Pereira, Francisco Tomás Garcia e Urias Vicente de Araújo. O primeiro prefeito foi Manuel Tavares de Oliveira.
Um marco importante na cidade é a Fazenda Icatu, propriedade do governo onde existe um Posto Indígena.
Em 1928 a cidade era primariamente rural, mas logo em 1929 foram criadas fábricas de telhas e ladrilhos, que eram exportados para os municípios vizinhos.

## Demografia

### População
| Crescimento populacional                             | Crescimento populacional | Crescimento populacional | Crescimento populacional |
| Ano                                                  | População Total          |                          | %±                       |
| ---------------------------------------------------- | ------------------------ | ------------------------ | ------------------------ |
| 1934                                                 | 14 752                   |                          | —                        |
| 1937                                                 | 15 771                   |                          | 6,9%                     |
| 1940                                                 | 13 146                   |                          | −16,6%                   |
| 1946                                                 | 26 065                   |                          | 98,3%                    |
| 1950                                                 | 15 048                   |                          | −42,3%                   |
| 1958                                                 | 4 751                    |                          | −68,4%                   |
| 1960                                                 | 5 336                    |                          | 12,3%                    |
| 1970                                                 | 5 153                    |                          | −3,4%                    |
| 1980                                                 | 4 926                    |                          | −4,4%                    |
| 1991                                                 | 4 234                    |                          | −14,0%                   |
| 2000                                                 | 4 428                    |                          | 4,6%                     |
| 2010                                                 | 4 565                    |                          | 3,1%                     |
| 2022                                                 | 4 138                    |                          | −9,4%                    |
| Est. 2024                                            | 4 173                    | [ 13 ]                   | 0,8%                     |
| Fontes: Censos Demográficos IBGE e Estimativas SEADE |                          |                          |                          |

## Geografia

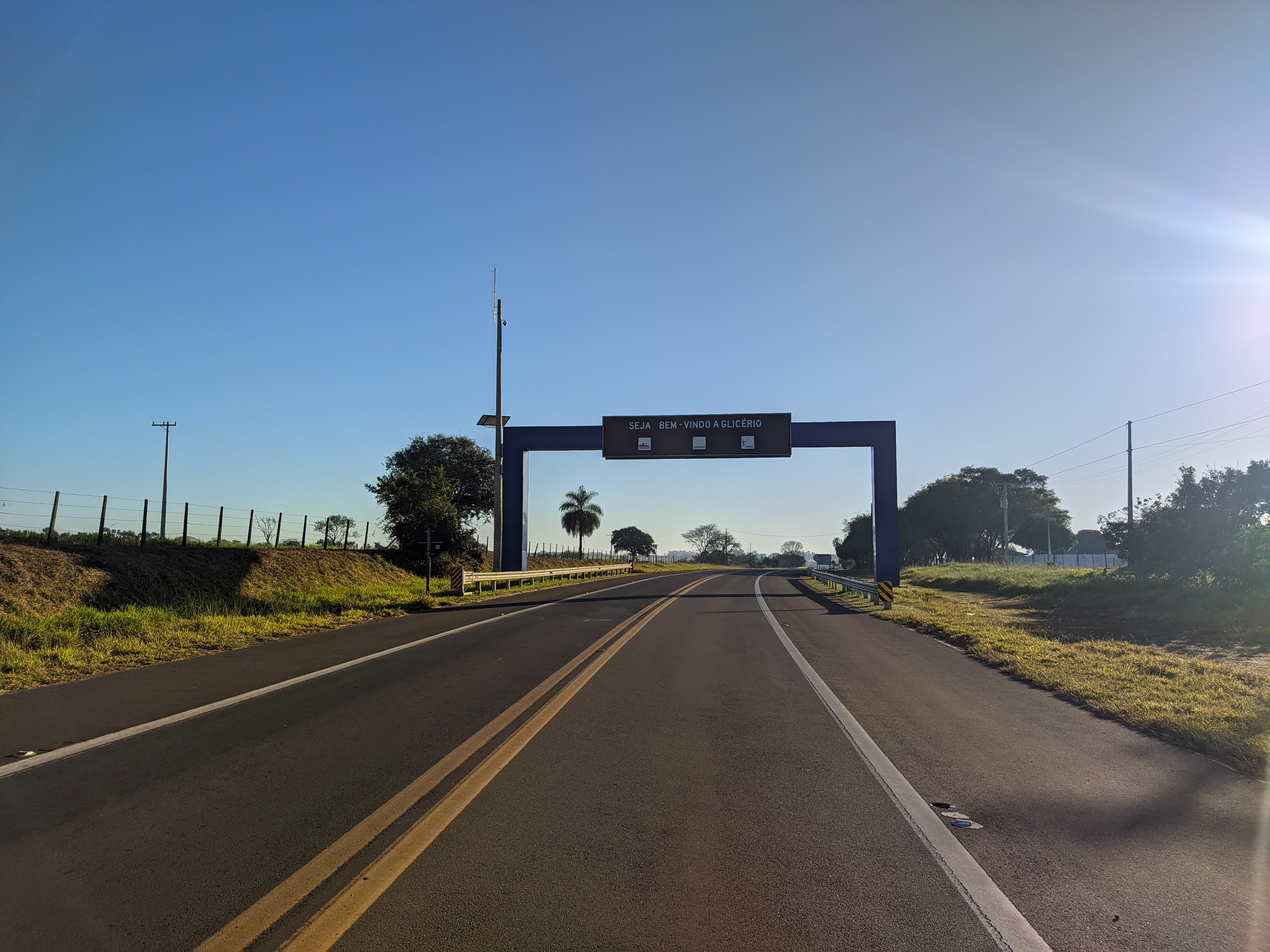
Entrada da cidade de Glicério

Conforme a divisão regional vigente desde 2017, instituída pelo IBGE, o município pertence às Regiões Geográficas Intermediária de Araçatuba e Imediata de Birigui-Penápolis. Até então, com a vigência das divisões em microrregiões e mesorregiões, fazia parte da microrregião de Birigui, que por sua vez estava incluída na mesorregião de Araçatuba.

### Ferrovias
- Linha Tronco da antiga Estrada de Ferro Noroeste do Brasil.[21]

## Infraestrutura

### Comunicações
O sistema de telefones automáticos foi inaugurado na cidade em 1981 pela Telecomunicações de São Paulo (TELESP), que também implantou o sistema de discagem direta à distância (DDD) em 1986 com o código de área (0186). Anteriormente a cidade era atendida pela Companhia Telefônica Brasileira (CTB).
Na década de 90 o código DDD da cidade foi alterado para (018), para padronização do sistema telefônico com a telefonia celular que estava sendo implantada em todo o estado.

## Religião

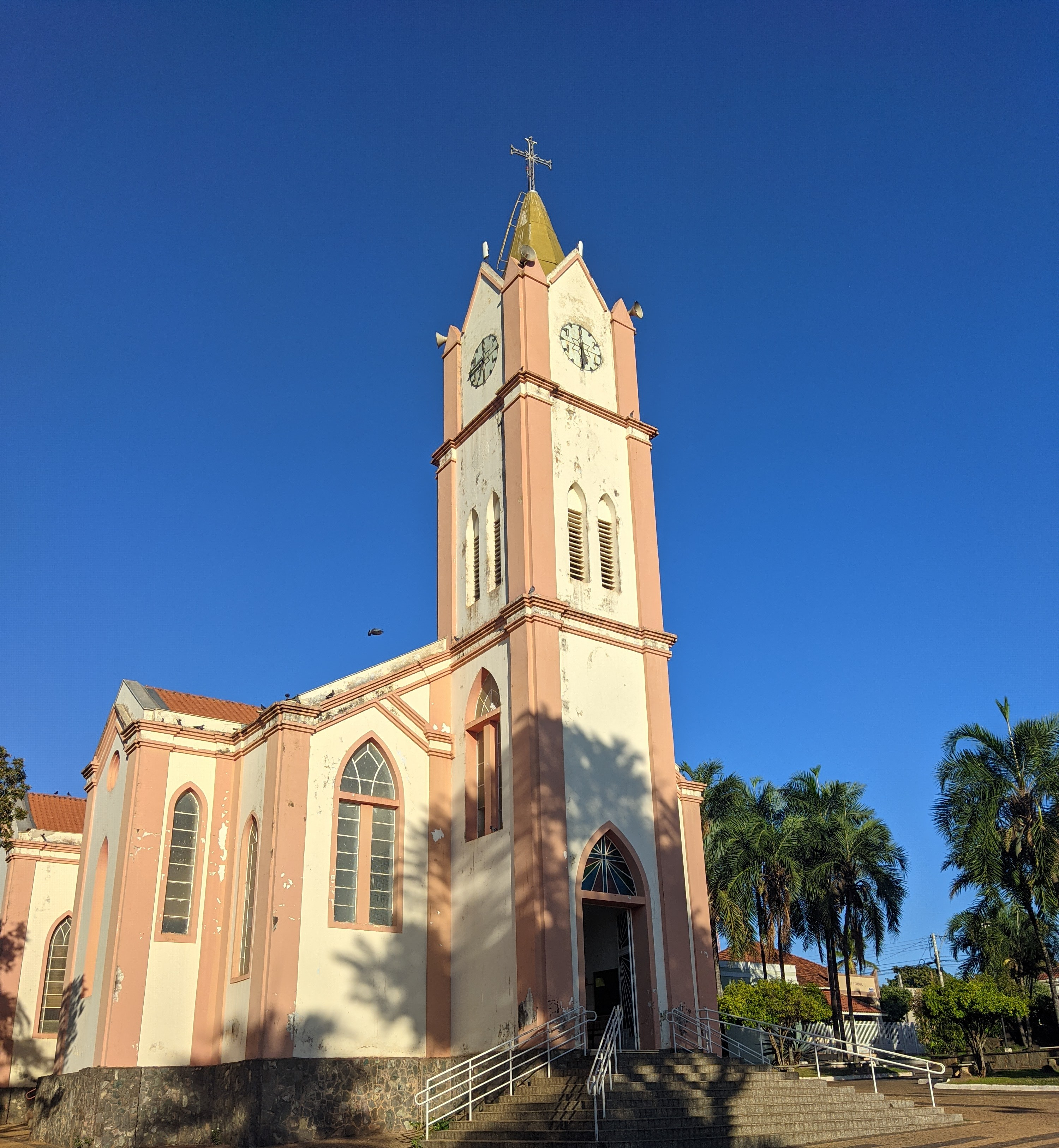
Igreja matriz

O Cristianismo se faz presente na cidade da seguinte forma:

### Igreja Católica
- A igreja faz parte da Diocese de Lins.[26]

### Igrejas Evangélicas
Entre as igrejas protestantes históricas, pentecostais e neopentecostais, encontram-se na cidade:
- Assembleia de Deus Ministério do Belém.[28][29]
- Congregação Cristã no Brasil.[30]